# Mucuna imbricata
Mucuna imbricata är en ärtväxtart som beskrevs av John Gilbert Baker. Mucuna imbricata ingår i släktet Mucuna och familjen ärtväxter. IUCN kategoriserar arten globalt som livskraftig. Inga underarter finns listade i Catalogue of Life.